# Czerlonka (sielsowiet Dubno)
Czerlonka (biał. Чарлёнка; ros. Черлёнка) – wieś na Białorusi, w obwodzie grodzieńskim, w rejonie mostowskim, w sielsowiecie Dubno.
W dwudziestoleciu międzywojennym leżała w Polsce, w województwie białostockim, w powiecie grodzieńskim, w gminie Dubno. W 1921 wieś zamieszkiwało 81 osób. Całą populację stanowili Białorusini wyznania prawosławnego.